# Rajendra Kumar
Rajendra Kumar Tuli (Sialkot, 20 luglio 1929 – Mumbai, 12 luglio 1999) è stato un attore e produttore cinematografico indiano.

## Filmografia

### Attore
Lista parziale:

- Gharana, regia di S. S. Vasan (1961)
- Dil Ek Mandir, regia di C. V. Sridhar (1963)
- Sangam, regia di Raj Kapoor (1964)
- Ayee Milan Ki Bela, regia di Mohan Kumar (1964)
- Arzoo, regia di Ramanand Sagar (1965)
- Jhuk Gaya Aasman, regia di Lekh Tandon (1968)
- Talash, regia di O. P. Ralhan (1969)
- Ganwaar, regia di Naresh Kumar (1970)
- Gora Aur Kala, regia di Naresh Kumar (1972)
- Saajan Bina Suhagan, regia di Sawan Kumar Tak (1978)
- Love Story, regia di Rahul Rawail (1981)
- Phool, regia di Singeetam Srinivasa Rao (1993)

### Produttore
- The Train (1970) (coproduttore)
- Love Story (1981)
- Lovers (1983)
- Naam (1986)
- Jurrat (1989)
- Phool (1993)
- Mowgli - Il libro della giungla (1994) (coproduttore, coproduttore esecutivo)

## Riconoscimenti
- Padma Shri (1969)